# Alessandro Gennari
Alessandro Gennari (Mantova, 8 luglio 1949 – Mantova, 3 gennaio 2000) è stato uno psicologo e scrittore italiano.
Autore de Le ragioni del sangue che gli valse il Premio Bagutta Opera Prima nel 1995, e di Un destino ridicolo con il celebre cantautore Fabrizio De André.

## Biografia
Dal 1988 al 1994 è stato editore del periodico La corte di Mantova, poi La corte, rivista di scrittura, teoria e industria da lui fondata.
Il 15 novembre 1996 ha pubblicato per i tipi Einaudi il romanzo Un destino ridicolo, scritto con Fabrizio De André e portato sullo schermo dodici anni dopo da Daniele Costantini col titolo Amore che vieni, amore che vai. Il romanzo è in parte autobiografico, in quanto racconta del primo incontro dei due ad un concerto a Mantova in cui il cantautore rifiutò di portare a termine lo spettacolo.
Ha curato una rubrica dedicata alla poesia su Specchio del quotidiano La Stampa e nella trasmissione televisiva Ci vediamo in TV di Paolo Limiti.
Era inoltre collaboratore di Alberto Moravia e amico di Pier Paolo Pasolini, del quale fu assistente alla regia e per il quale recitò in un piccolo ruolo in Salò o le 120 giornate di Sodoma.
Nel 1999 ha pubblicato il suo secondo e ultimo romanzo, La mia seconda vita.
Gennari è morto il 3 gennaio 2000 nella sua casa di Mantova. Il suo corpo è stato posto nel cimitero di Bagnolo San Vito.

## Opere
- Il falso diario, inedito.
- Mauro Saviola, con Laura Cherubini e Gianmaria Erbesato, Mantova, La Corte, 1990.
- Ornella Reni, con Luigi Cavadini, Mantova, La Corte, 1991.
- Le ragioni del sangue, Milano, Garzanti, 1995. ISBN 88-11-66123-4.
- Un destino ridicolo, con Fabrizio De André, Torino, Einaudi, 1996. ISBN 88-06-14255-0.
- Le poesie che amo, Milano, A. Mondadori, 1998. ISBN 88-04-45044-4.
- La mia seconda vita, Casale Monferrato, Piemme, 1999. ISBN 88-384-4148-0.
- Le più belle poesie d'amore, Milano, A. Mondadori, 1999.